# 枯麻和八豆
枯麻和八豆，是南投地點妖怪村的吉祥物。而「八豆」及「枯麻」，名字是创办人年轻时遇到的小云豹及小黑熊。在溪頭的妖怪村，會經常會看到其出來迎賓，而「妖怪村」原本是林志穎於1971年開設的妖怪村主題飯店，為呈現日據時代情境就採用日式建築風格。其中枯麻是日語熊的意思，胸前深V線是標記他是台灣黑熊。八豆則為台灣雲豹，因為肚子消瘦時肋骨會出現八的字樣，所以取名為八豆。